# Mnèsicles
Mnèsicles (en llatí Mnesicles, en grec antic Μνησικλῆς) fou un dels grans artistes atenencs del temps de Pèricles.
Va ser l'arquitecte del Propileu de l'Acròpoli d'Atenes, obra que li va ocupar cinc anys (des del 437 aC al 433 aC), segons diu Plutarc. Es diu que durant l'obra va caure del sostre i se'l va donar per mort, però es va curar mercès a una herba que la deessa Atena va mostrar a Pèricles en un somni. Plini el Vell relata la mateix història sobre un esclau (verna, esclau nascut a casa del seu amo) de Pèricles, del qual Estipax va fer una estàtua coneguda com a Splanchnoptes.